# Kaminoseki
Kaminoseki (上関町, Kaminoseki-chō) est un bourg du district de Kumage, dans la préfecture de Yamaguchi, au Japon.

## Géographie

### Démographie
Au 1er novembre 2014, la population de Kaminoseki s'élevait à 2 920 habitants répartis sur une superficie de 34,81 km2.